# Chien de ferme dano-suédois
Le chien de ferme dano-suédois (Dansk-svensk gårdshund) est une race de chiens originaire de Suède et du Danemark. La race, d'origine ancienne, est traditionnellement utilisée comme chien de ferme et ratier au Danemark, dans le sud de la Suède et autour de la mer Baltique. La race est reconnue par la Fédération cynologique internationale à titre provisoire depuis 2008.
Le chien de ferme dano-suédois est chien de petite taille, d'allure ramassée. Portée droite, la queue est dotée d'une légère courbure ou en forme de faucille. Elle est longue ou naturellement courte, en trognon. De forme triangulaire, la tête est assez petite, avec un museau se rétrécissant graduellement en allant vers la truffe. Le poil est court, lisse et dur sur le corps, avec une robe à dominance blanche avec des taches de différentes couleurs.
Le chien de ferme dano-suédois est un chien éveillé, attentif et vif. Il est encore utilisé comme chien de ferme et ratier mais est surtout un chien de compagnie dans son pays d'origine.

## Historique
Le chien de ferme dano-suédois est un chien utilisé traditionnellement dans les fermes du Danemark et du sud de la Suède comme chien de garde et ratier. La race est considérée comme l'une des anciennes races de ces pays, et certains promoteurs de la race la font remonter jusqu'à l'ère Viking.
La race est reconnue dans ces deux pays en 1987, où elle est encore utilisée comme chien de ferme et ratier, mais à présent surtout comme chien de compagnie. La race est reconnue par la Fédération cynologique internationale (FCI) à titre provisoire le 5 juillet 2008. Depuis les années 1990 jusqu'à 2012, les inscriptions de la race au livre des origines dano-suédois sont en augmentation régulières et atteignent en 2012, 681 sujets inscrits.

## Standard

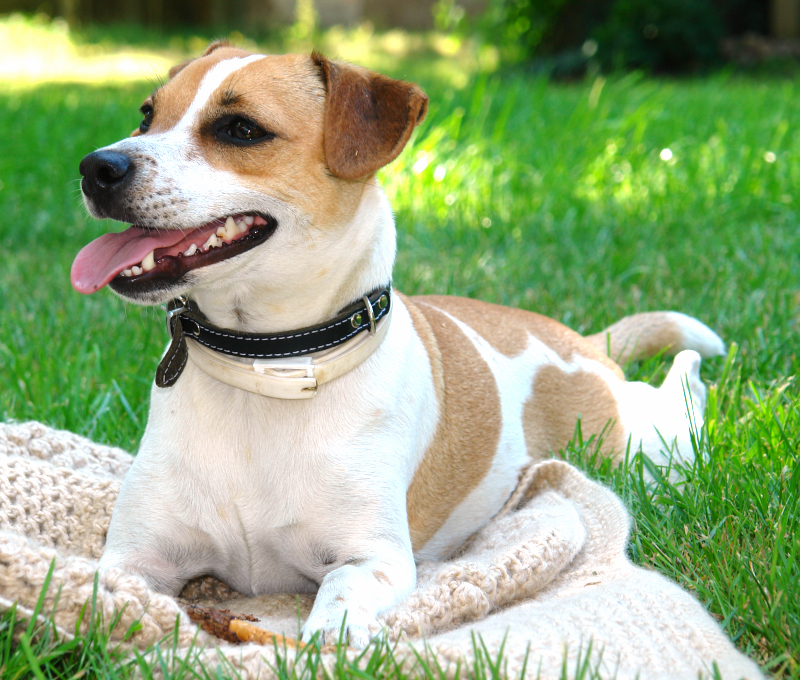
Portrait d'un chien de ferme dano-suédois blanc et orange.

Le chien de ferme dano-suédois est un chien de petite taille, d'allure ramassée. Le corps s'inscrit dans un rectangle. La queue est portée droite, avec une légère courbure ou en faucille. Attachée pas trop haut, elle est longue ou naturellement courte, en trognon. Les allures sont dégagées avec les membres bien parallèles.
De forme triangulaire, la tête est assez petite proportionnellement au corps. Le crâne est assez large et légèrement arrondi, avec un stop bien marqué. Le museau bien développé et légèrement plus court que le crâne se rétrécit graduellement en allant vers la truffe. Le chanfrein est droit. De grandeur moyenne, les yeux légèrement arrondis sont de couleur foncée chez les chiens à taches noires, plus clair pour les robes tachées de jaune ou de marron. De longueur moyenne, les oreilles sont en rose ou en bouton, avec un pli juste au-dessus du crâne.
Le poil est court, lisse et dur sur le corps. La robe est blanche avec des taches de différentes couleurs, tailles et combinaisons. Les mouchetures sont permises.

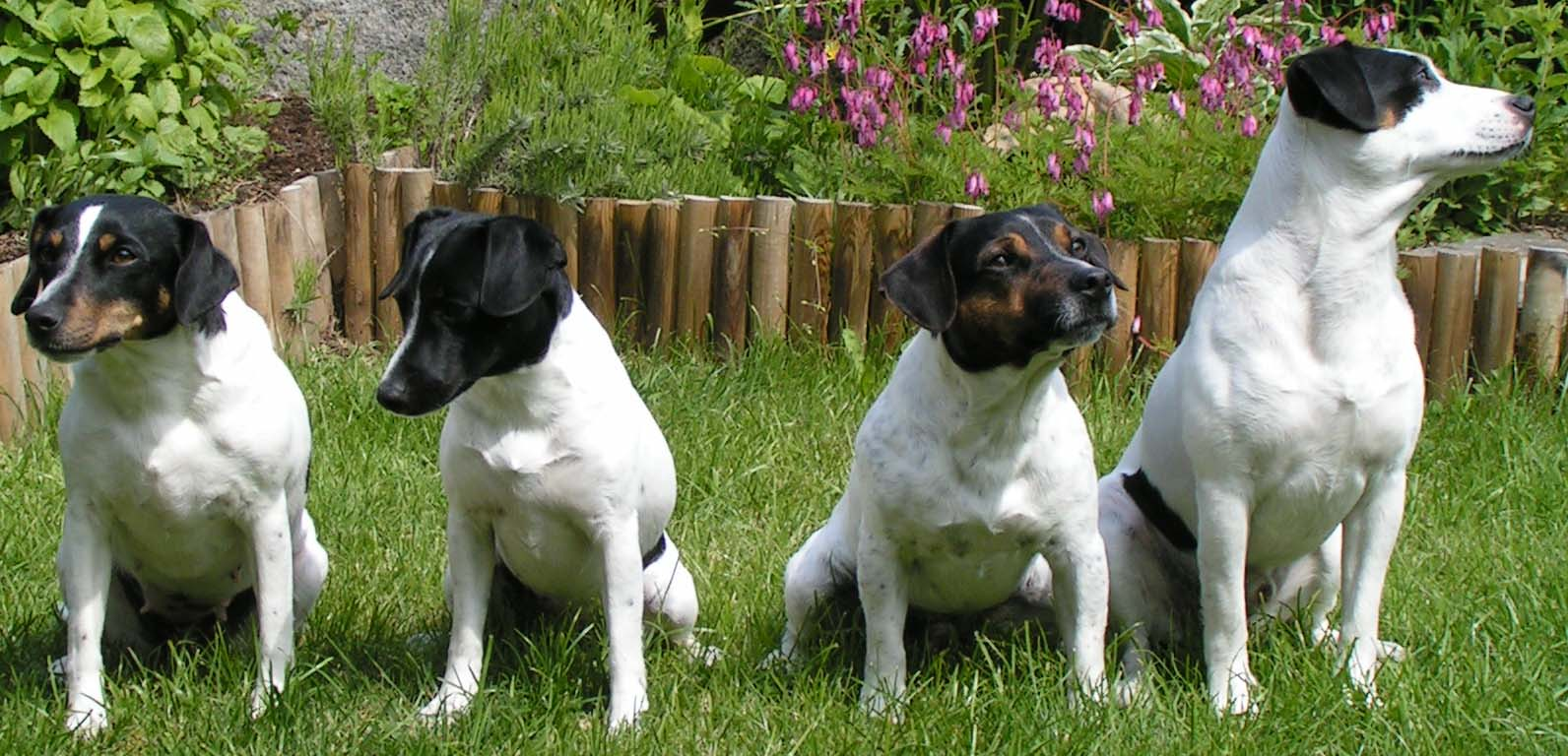
La robe du chien de ferme dano-suédois est à dominance blanche marquées de taches de couleurs.

## Caractère

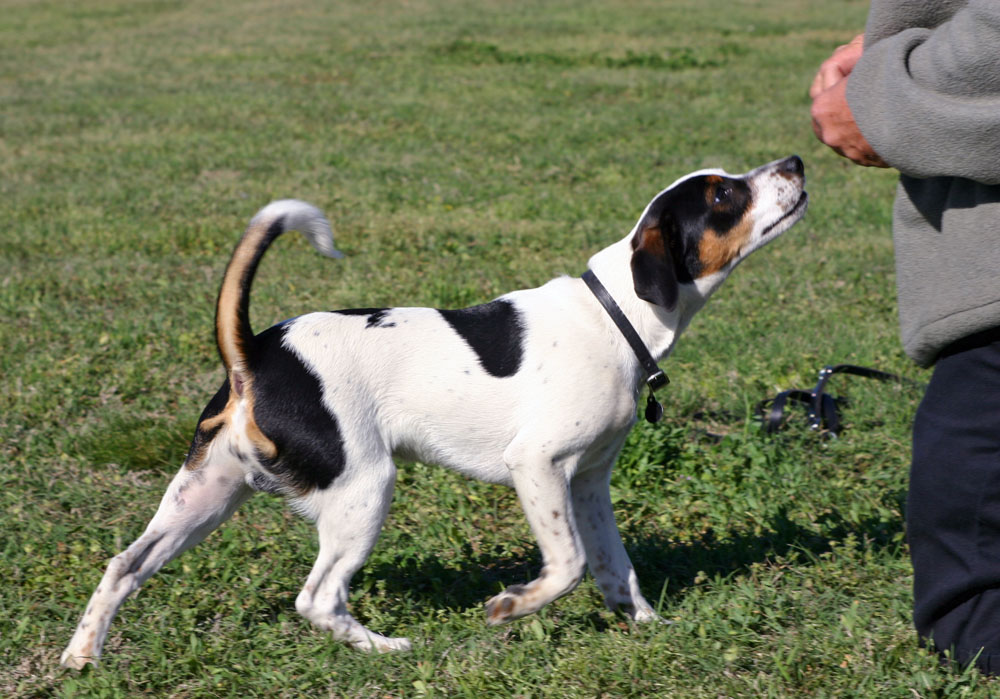
Le chien dano-suédois est un chien de compagnie éveillé et attentif.

Le standard de la FCI décrit le chien de ferme dano-suédois comme éveillé, attentif et vif.

## Utilité
Le chien de ferme dano-suédois est utilisé comme chien de garde et chien de compagnie. Il sert à l'occasion de ratier. C'est un chien très actif qui est exigeant en termes d'activités physiques.

## Santé
Le chien de ferme dano-suédois est une race saine. Des cas de dysplasie de la hanche ont été signalés.